# Семененко Валерій Юрійович
Семененко Валерій Юрійович (25 липня 1959, м. Дніпропетровськ) — український шаховий композитор, чемпіон світу, міжнародний гросмейстер з шахової композиції, гросмейстер України, заслужений майстер спорту України, міжнародний арбітр.

## Біографія
У 1976 році закінчив СШ № 80 у м. Дніпропетровську, у 1981 році — Дніпропетровський металургійний інститут, інженер-механік.
Першу задачу надрукував у 1975 році. Всього опубліковано близько 700 композицій, з яких більше як 350 творів відзначені призами в міжнародних змаганнях, у тому числі 160 — першими. Успішно виступає дуетом зі своїм братом-близнюком Олександром.
Член тренерської ради збірної України з шахової композиції. Серед складених композицій переважають задачі на кооперативний мат. Співавтор трилогії «Антологія кооперативного мату». Кращий тренер України з шахів за підсумками 2017 та 2022 років[джерело?].

## Звання та титули
- Майстер ФІДЕ з шахової композиції (розв'язування) (2000)
- Майстер ФІДЕ з шахової композиції (складання) (2009)
- Міжнародний майстер з шахової композиції (2013)
- Міжнародний гросмейстер з шахової композиції (2022)
- Майстер спорту України (1996)
- Гросмейстер України (2004)
- Заслужений майстер спорту України (2010)
- Міжнародний арбітр (2010)

## Спортивні досягнення
Чемпіон світу у складі збірної команди України у 5-му чемпіонаті світу.
П'ятиразовий віце-чемпіон світу у складі збірної команди України.
Дворазовий переможець і п'ятиразовий призер в окремих розділах командних чемпіонатів світу.
Віце-чемпіон світу 2019—2021 років в особистому заліку у жанрі казкових шахів
Багаторазовий чемпіон та призер командних та особистих чемпіонатів України.
2-е місце у  Кубку FIDE 2019 (розділ ретро). 7th FIDE Cup
2-е місце у  Кубку FIDE 2022 року (розділ ретро). 10th FIDE Cup

## Задачі
7 чемпіонат світу, 2004
|   | a | b | c | d | e | f | g | h |   |
| 8 | d8 чорний кінь · b7 чорний слон · d7 чорний пішак · e7 чорний пішак · f7 чорний пішак · d6 чорний пішак · e6 біла тура · h6 біла тура · d5 чорний король · f5 чорний пішак · g5 чорний пішак · h5 чорна тура · f4 білий пішак · h4 білий пішак · f3 чорний кінь · h3 білий кінь · a2 чорна тура · b2 чорний ферзь · c1 чорний слон · h1 білий король | d8 чорний кінь · b7 чорний слон · d7 чорний пішак · e7 чорний пішак · f7 чорний пішак · d6 чорний пішак · e6 біла тура · h6 біла тура · d5 чорний король · f5 чорний пішак · g5 чорний пішак · h5 чорна тура · f4 білий пішак · h4 білий пішак · f3 чорний кінь · h3 білий кінь · a2 чорна тура · b2 чорний ферзь · c1 чорний слон · h1 білий король | d8 чорний кінь · b7 чорний слон · d7 чорний пішак · e7 чорний пішак · f7 чорний пішак · d6 чорний пішак · e6 біла тура · h6 біла тура · d5 чорний король · f5 чорний пішак · g5 чорний пішак · h5 чорна тура · f4 білий пішак · h4 білий пішак · f3 чорний кінь · h3 білий кінь · a2 чорна тура · b2 чорний ферзь · c1 чорний слон · h1 білий король | d8 чорний кінь · b7 чорний слон · d7 чорний пішак · e7 чорний пішак · f7 чорний пішак · d6 чорний пішак · e6 біла тура · h6 біла тура · d5 чорний король · f5 чорний пішак · g5 чорний пішак · h5 чорна тура · f4 білий пішак · h4 білий пішак · f3 чорний кінь · h3 білий кінь · a2 чорна тура · b2 чорний ферзь · c1 чорний слон · h1 білий король | d8 чорний кінь · b7 чорний слон · d7 чорний пішак · e7 чорний пішак · f7 чорний пішак · d6 чорний пішак · e6 біла тура · h6 біла тура · d5 чорний король · f5 чорний пішак · g5 чорний пішак · h5 чорна тура · f4 білий пішак · h4 білий пішак · f3 чорний кінь · h3 білий кінь · a2 чорна тура · b2 чорний ферзь · c1 чорний слон · h1 білий король | d8 чорний кінь · b7 чорний слон · d7 чорний пішак · e7 чорний пішак · f7 чорний пішак · d6 чорний пішак · e6 біла тура · h6 біла тура · d5 чорний король · f5 чорний пішак · g5 чорний пішак · h5 чорна тура · f4 білий пішак · h4 білий пішак · f3 чорний кінь · h3 білий кінь · a2 чорна тура · b2 чорний ферзь · c1 чорний слон · h1 білий король | d8 чорний кінь · b7 чорний слон · d7 чорний пішак · e7 чорний пішак · f7 чорний пішак · d6 чорний пішак · e6 біла тура · h6 біла тура · d5 чорний король · f5 чорний пішак · g5 чорний пішак · h5 чорна тура · f4 білий пішак · h4 білий пішак · f3 чорний кінь · h3 білий кінь · a2 чорна тура · b2 чорний ферзь · c1 чорний слон · h1 білий король | d8 чорний кінь · b7 чорний слон · d7 чорний пішак · e7 чорний пішак · f7 чорний пішак · d6 чорний пішак · e6 біла тура · h6 біла тура · d5 чорний король · f5 чорний пішак · g5 чорний пішак · h5 чорна тура · f4 білий пішак · h4 білий пішак · f3 чорний кінь · h3 білий кінь · a2 чорна тура · b2 чорний ферзь · c1 чорний слон · h1 білий король | 8 |
| 7 | d8 чорний кінь · b7 чорний слон · d7 чорний пішак · e7 чорний пішак · f7 чорний пішак · d6 чорний пішак · e6 біла тура · h6 біла тура · d5 чорний король · f5 чорний пішак · g5 чорний пішак · h5 чорна тура · f4 білий пішак · h4 білий пішак · f3 чорний кінь · h3 білий кінь · a2 чорна тура · b2 чорний ферзь · c1 чорний слон · h1 білий король | d8 чорний кінь · b7 чорний слон · d7 чорний пішак · e7 чорний пішак · f7 чорний пішак · d6 чорний пішак · e6 біла тура · h6 біла тура · d5 чорний король · f5 чорний пішак · g5 чорний пішак · h5 чорна тура · f4 білий пішак · h4 білий пішак · f3 чорний кінь · h3 білий кінь · a2 чорна тура · b2 чорний ферзь · c1 чорний слон · h1 білий король | d8 чорний кінь · b7 чорний слон · d7 чорний пішак · e7 чорний пішак · f7 чорний пішак · d6 чорний пішак · e6 біла тура · h6 біла тура · d5 чорний король · f5 чорний пішак · g5 чорний пішак · h5 чорна тура · f4 білий пішак · h4 білий пішак · f3 чорний кінь · h3 білий кінь · a2 чорна тура · b2 чорний ферзь · c1 чорний слон · h1 білий король | d8 чорний кінь · b7 чорний слон · d7 чорний пішак · e7 чорний пішак · f7 чорний пішак · d6 чорний пішак · e6 біла тура · h6 біла тура · d5 чорний король · f5 чорний пішак · g5 чорний пішак · h5 чорна тура · f4 білий пішак · h4 білий пішак · f3 чорний кінь · h3 білий кінь · a2 чорна тура · b2 чорний ферзь · c1 чорний слон · h1 білий король | d8 чорний кінь · b7 чорний слон · d7 чорний пішак · e7 чорний пішак · f7 чорний пішак · d6 чорний пішак · e6 біла тура · h6 біла тура · d5 чорний король · f5 чорний пішак · g5 чорний пішак · h5 чорна тура · f4 білий пішак · h4 білий пішак · f3 чорний кінь · h3 білий кінь · a2 чорна тура · b2 чорний ферзь · c1 чорний слон · h1 білий король | d8 чорний кінь · b7 чорний слон · d7 чорний пішак · e7 чорний пішак · f7 чорний пішак · d6 чорний пішак · e6 біла тура · h6 біла тура · d5 чорний король · f5 чорний пішак · g5 чорний пішак · h5 чорна тура · f4 білий пішак · h4 білий пішак · f3 чорний кінь · h3 білий кінь · a2 чорна тура · b2 чорний ферзь · c1 чорний слон · h1 білий король | d8 чорний кінь · b7 чорний слон · d7 чорний пішак · e7 чорний пішак · f7 чорний пішак · d6 чорний пішак · e6 біла тура · h6 біла тура · d5 чорний король · f5 чорний пішак · g5 чорний пішак · h5 чорна тура · f4 білий пішак · h4 білий пішак · f3 чорний кінь · h3 білий кінь · a2 чорна тура · b2 чорний ферзь · c1 чорний слон · h1 білий король | d8 чорний кінь · b7 чорний слон · d7 чорний пішак · e7 чорний пішак · f7 чорний пішак · d6 чорний пішак · e6 біла тура · h6 біла тура · d5 чорний король · f5 чорний пішак · g5 чорний пішак · h5 чорна тура · f4 білий пішак · h4 білий пішак · f3 чорний кінь · h3 білий кінь · a2 чорна тура · b2 чорний ферзь · c1 чорний слон · h1 білий король | 7 |
| 6 | d8 чорний кінь · b7 чорний слон · d7 чорний пішак · e7 чорний пішак · f7 чорний пішак · d6 чорний пішак · e6 біла тура · h6 біла тура · d5 чорний король · f5 чорний пішак · g5 чорний пішак · h5 чорна тура · f4 білий пішак · h4 білий пішак · f3 чорний кінь · h3 білий кінь · a2 чорна тура · b2 чорний ферзь · c1 чорний слон · h1 білий король | d8 чорний кінь · b7 чорний слон · d7 чорний пішак · e7 чорний пішак · f7 чорний пішак · d6 чорний пішак · e6 біла тура · h6 біла тура · d5 чорний король · f5 чорний пішак · g5 чорний пішак · h5 чорна тура · f4 білий пішак · h4 білий пішак · f3 чорний кінь · h3 білий кінь · a2 чорна тура · b2 чорний ферзь · c1 чорний слон · h1 білий король | d8 чорний кінь · b7 чорний слон · d7 чорний пішак · e7 чорний пішак · f7 чорний пішак · d6 чорний пішак · e6 біла тура · h6 біла тура · d5 чорний король · f5 чорний пішак · g5 чорний пішак · h5 чорна тура · f4 білий пішак · h4 білий пішак · f3 чорний кінь · h3 білий кінь · a2 чорна тура · b2 чорний ферзь · c1 чорний слон · h1 білий король | d8 чорний кінь · b7 чорний слон · d7 чорний пішак · e7 чорний пішак · f7 чорний пішак · d6 чорний пішак · e6 біла тура · h6 біла тура · d5 чорний король · f5 чорний пішак · g5 чорний пішак · h5 чорна тура · f4 білий пішак · h4 білий пішак · f3 чорний кінь · h3 білий кінь · a2 чорна тура · b2 чорний ферзь · c1 чорний слон · h1 білий король | d8 чорний кінь · b7 чорний слон · d7 чорний пішак · e7 чорний пішак · f7 чорний пішак · d6 чорний пішак · e6 біла тура · h6 біла тура · d5 чорний король · f5 чорний пішак · g5 чорний пішак · h5 чорна тура · f4 білий пішак · h4 білий пішак · f3 чорний кінь · h3 білий кінь · a2 чорна тура · b2 чорний ферзь · c1 чорний слон · h1 білий король | d8 чорний кінь · b7 чорний слон · d7 чорний пішак · e7 чорний пішак · f7 чорний пішак · d6 чорний пішак · e6 біла тура · h6 біла тура · d5 чорний король · f5 чорний пішак · g5 чорний пішак · h5 чорна тура · f4 білий пішак · h4 білий пішак · f3 чорний кінь · h3 білий кінь · a2 чорна тура · b2 чорний ферзь · c1 чорний слон · h1 білий король | d8 чорний кінь · b7 чорний слон · d7 чорний пішак · e7 чорний пішак · f7 чорний пішак · d6 чорний пішак · e6 біла тура · h6 біла тура · d5 чорний король · f5 чорний пішак · g5 чорний пішак · h5 чорна тура · f4 білий пішак · h4 білий пішак · f3 чорний кінь · h3 білий кінь · a2 чорна тура · b2 чорний ферзь · c1 чорний слон · h1 білий король | d8 чорний кінь · b7 чорний слон · d7 чорний пішак · e7 чорний пішак · f7 чорний пішак · d6 чорний пішак · e6 біла тура · h6 біла тура · d5 чорний король · f5 чорний пішак · g5 чорний пішак · h5 чорна тура · f4 білий пішак · h4 білий пішак · f3 чорний кінь · h3 білий кінь · a2 чорна тура · b2 чорний ферзь · c1 чорний слон · h1 білий король | 6 |
| 5 | d8 чорний кінь · b7 чорний слон · d7 чорний пішак · e7 чорний пішак · f7 чорний пішак · d6 чорний пішак · e6 біла тура · h6 біла тура · d5 чорний король · f5 чорний пішак · g5 чорний пішак · h5 чорна тура · f4 білий пішак · h4 білий пішак · f3 чорний кінь · h3 білий кінь · a2 чорна тура · b2 чорний ферзь · c1 чорний слон · h1 білий король | d8 чорний кінь · b7 чорний слон · d7 чорний пішак · e7 чорний пішак · f7 чорний пішак · d6 чорний пішак · e6 біла тура · h6 біла тура · d5 чорний король · f5 чорний пішак · g5 чорний пішак · h5 чорна тура · f4 білий пішак · h4 білий пішак · f3 чорний кінь · h3 білий кінь · a2 чорна тура · b2 чорний ферзь · c1 чорний слон · h1 білий король | d8 чорний кінь · b7 чорний слон · d7 чорний пішак · e7 чорний пішак · f7 чорний пішак · d6 чорний пішак · e6 біла тура · h6 біла тура · d5 чорний король · f5 чорний пішак · g5 чорний пішак · h5 чорна тура · f4 білий пішак · h4 білий пішак · f3 чорний кінь · h3 білий кінь · a2 чорна тура · b2 чорний ферзь · c1 чорний слон · h1 білий король | d8 чорний кінь · b7 чорний слон · d7 чорний пішак · e7 чорний пішак · f7 чорний пішак · d6 чорний пішак · e6 біла тура · h6 біла тура · d5 чорний король · f5 чорний пішак · g5 чорний пішак · h5 чорна тура · f4 білий пішак · h4 білий пішак · f3 чорний кінь · h3 білий кінь · a2 чорна тура · b2 чорний ферзь · c1 чорний слон · h1 білий король | d8 чорний кінь · b7 чорний слон · d7 чорний пішак · e7 чорний пішак · f7 чорний пішак · d6 чорний пішак · e6 біла тура · h6 біла тура · d5 чорний король · f5 чорний пішак · g5 чорний пішак · h5 чорна тура · f4 білий пішак · h4 білий пішак · f3 чорний кінь · h3 білий кінь · a2 чорна тура · b2 чорний ферзь · c1 чорний слон · h1 білий король | d8 чорний кінь · b7 чорний слон · d7 чорний пішак · e7 чорний пішак · f7 чорний пішак · d6 чорний пішак · e6 біла тура · h6 біла тура · d5 чорний король · f5 чорний пішак · g5 чорний пішак · h5 чорна тура · f4 білий пішак · h4 білий пішак · f3 чорний кінь · h3 білий кінь · a2 чорна тура · b2 чорний ферзь · c1 чорний слон · h1 білий король | d8 чорний кінь · b7 чорний слон · d7 чорний пішак · e7 чорний пішак · f7 чорний пішак · d6 чорний пішак · e6 біла тура · h6 біла тура · d5 чорний король · f5 чорний пішак · g5 чорний пішак · h5 чорна тура · f4 білий пішак · h4 білий пішак · f3 чорний кінь · h3 білий кінь · a2 чорна тура · b2 чорний ферзь · c1 чорний слон · h1 білий король | d8 чорний кінь · b7 чорний слон · d7 чорний пішак · e7 чорний пішак · f7 чорний пішак · d6 чорний пішак · e6 біла тура · h6 біла тура · d5 чорний король · f5 чорний пішак · g5 чорний пішак · h5 чорна тура · f4 білий пішак · h4 білий пішак · f3 чорний кінь · h3 білий кінь · a2 чорна тура · b2 чорний ферзь · c1 чорний слон · h1 білий король | 5 |
| 4 | d8 чорний кінь · b7 чорний слон · d7 чорний пішак · e7 чорний пішак · f7 чорний пішак · d6 чорний пішак · e6 біла тура · h6 біла тура · d5 чорний король · f5 чорний пішак · g5 чорний пішак · h5 чорна тура · f4 білий пішак · h4 білий пішак · f3 чорний кінь · h3 білий кінь · a2 чорна тура · b2 чорний ферзь · c1 чорний слон · h1 білий король | d8 чорний кінь · b7 чорний слон · d7 чорний пішак · e7 чорний пішак · f7 чорний пішак · d6 чорний пішак · e6 біла тура · h6 біла тура · d5 чорний король · f5 чорний пішак · g5 чорний пішак · h5 чорна тура · f4 білий пішак · h4 білий пішак · f3 чорний кінь · h3 білий кінь · a2 чорна тура · b2 чорний ферзь · c1 чорний слон · h1 білий король | d8 чорний кінь · b7 чорний слон · d7 чорний пішак · e7 чорний пішак · f7 чорний пішак · d6 чорний пішак · e6 біла тура · h6 біла тура · d5 чорний король · f5 чорний пішак · g5 чорний пішак · h5 чорна тура · f4 білий пішак · h4 білий пішак · f3 чорний кінь · h3 білий кінь · a2 чорна тура · b2 чорний ферзь · c1 чорний слон · h1 білий король | d8 чорний кінь · b7 чорний слон · d7 чорний пішак · e7 чорний пішак · f7 чорний пішак · d6 чорний пішак · e6 біла тура · h6 біла тура · d5 чорний король · f5 чорний пішак · g5 чорний пішак · h5 чорна тура · f4 білий пішак · h4 білий пішак · f3 чорний кінь · h3 білий кінь · a2 чорна тура · b2 чорний ферзь · c1 чорний слон · h1 білий король | d8 чорний кінь · b7 чорний слон · d7 чорний пішак · e7 чорний пішак · f7 чорний пішак · d6 чорний пішак · e6 біла тура · h6 біла тура · d5 чорний король · f5 чорний пішак · g5 чорний пішак · h5 чорна тура · f4 білий пішак · h4 білий пішак · f3 чорний кінь · h3 білий кінь · a2 чорна тура · b2 чорний ферзь · c1 чорний слон · h1 білий король | d8 чорний кінь · b7 чорний слон · d7 чорний пішак · e7 чорний пішак · f7 чорний пішак · d6 чорний пішак · e6 біла тура · h6 біла тура · d5 чорний король · f5 чорний пішак · g5 чорний пішак · h5 чорна тура · f4 білий пішак · h4 білий пішак · f3 чорний кінь · h3 білий кінь · a2 чорна тура · b2 чорний ферзь · c1 чорний слон · h1 білий король | d8 чорний кінь · b7 чорний слон · d7 чорний пішак · e7 чорний пішак · f7 чорний пішак · d6 чорний пішак · e6 біла тура · h6 біла тура · d5 чорний король · f5 чорний пішак · g5 чорний пішак · h5 чорна тура · f4 білий пішак · h4 білий пішак · f3 чорний кінь · h3 білий кінь · a2 чорна тура · b2 чорний ферзь · c1 чорний слон · h1 білий король | d8 чорний кінь · b7 чорний слон · d7 чорний пішак · e7 чорний пішак · f7 чорний пішак · d6 чорний пішак · e6 біла тура · h6 біла тура · d5 чорний король · f5 чорний пішак · g5 чорний пішак · h5 чорна тура · f4 білий пішак · h4 білий пішак · f3 чорний кінь · h3 білий кінь · a2 чорна тура · b2 чорний ферзь · c1 чорний слон · h1 білий король | 4 |
| 3 | d8 чорний кінь · b7 чорний слон · d7 чорний пішак · e7 чорний пішак · f7 чорний пішак · d6 чорний пішак · e6 біла тура · h6 біла тура · d5 чорний король · f5 чорний пішак · g5 чорний пішак · h5 чорна тура · f4 білий пішак · h4 білий пішак · f3 чорний кінь · h3 білий кінь · a2 чорна тура · b2 чорний ферзь · c1 чорний слон · h1 білий король | d8 чорний кінь · b7 чорний слон · d7 чорний пішак · e7 чорний пішак · f7 чорний пішак · d6 чорний пішак · e6 біла тура · h6 біла тура · d5 чорний король · f5 чорний пішак · g5 чорний пішак · h5 чорна тура · f4 білий пішак · h4 білий пішак · f3 чорний кінь · h3 білий кінь · a2 чорна тура · b2 чорний ферзь · c1 чорний слон · h1 білий король | d8 чорний кінь · b7 чорний слон · d7 чорний пішак · e7 чорний пішак · f7 чорний пішак · d6 чорний пішак · e6 біла тура · h6 біла тура · d5 чорний король · f5 чорний пішак · g5 чорний пішак · h5 чорна тура · f4 білий пішак · h4 білий пішак · f3 чорний кінь · h3 білий кінь · a2 чорна тура · b2 чорний ферзь · c1 чорний слон · h1 білий король | d8 чорний кінь · b7 чорний слон · d7 чорний пішак · e7 чорний пішак · f7 чорний пішак · d6 чорний пішак · e6 біла тура · h6 біла тура · d5 чорний король · f5 чорний пішак · g5 чорний пішак · h5 чорна тура · f4 білий пішак · h4 білий пішак · f3 чорний кінь · h3 білий кінь · a2 чорна тура · b2 чорний ферзь · c1 чорний слон · h1 білий король | d8 чорний кінь · b7 чорний слон · d7 чорний пішак · e7 чорний пішак · f7 чорний пішак · d6 чорний пішак · e6 біла тура · h6 біла тура · d5 чорний король · f5 чорний пішак · g5 чорний пішак · h5 чорна тура · f4 білий пішак · h4 білий пішак · f3 чорний кінь · h3 білий кінь · a2 чорна тура · b2 чорний ферзь · c1 чорний слон · h1 білий король | d8 чорний кінь · b7 чорний слон · d7 чорний пішак · e7 чорний пішак · f7 чорний пішак · d6 чорний пішак · e6 біла тура · h6 біла тура · d5 чорний король · f5 чорний пішак · g5 чорний пішак · h5 чорна тура · f4 білий пішак · h4 білий пішак · f3 чорний кінь · h3 білий кінь · a2 чорна тура · b2 чорний ферзь · c1 чорний слон · h1 білий король | d8 чорний кінь · b7 чорний слон · d7 чорний пішак · e7 чорний пішак · f7 чорний пішак · d6 чорний пішак · e6 біла тура · h6 біла тура · d5 чорний король · f5 чорний пішак · g5 чорний пішак · h5 чорна тура · f4 білий пішак · h4 білий пішак · f3 чорний кінь · h3 білий кінь · a2 чорна тура · b2 чорний ферзь · c1 чорний слон · h1 білий король | d8 чорний кінь · b7 чорний слон · d7 чорний пішак · e7 чорний пішак · f7 чорний пішак · d6 чорний пішак · e6 біла тура · h6 біла тура · d5 чорний король · f5 чорний пішак · g5 чорний пішак · h5 чорна тура · f4 білий пішак · h4 білий пішак · f3 чорний кінь · h3 білий кінь · a2 чорна тура · b2 чорний ферзь · c1 чорний слон · h1 білий король | 3 |
| 2 | d8 чорний кінь · b7 чорний слон · d7 чорний пішак · e7 чорний пішак · f7 чорний пішак · d6 чорний пішак · e6 біла тура · h6 біла тура · d5 чорний король · f5 чорний пішак · g5 чорний пішак · h5 чорна тура · f4 білий пішак · h4 білий пішак · f3 чорний кінь · h3 білий кінь · a2 чорна тура · b2 чорний ферзь · c1 чорний слон · h1 білий король | d8 чорний кінь · b7 чорний слон · d7 чорний пішак · e7 чорний пішак · f7 чорний пішак · d6 чорний пішак · e6 біла тура · h6 біла тура · d5 чорний король · f5 чорний пішак · g5 чорний пішак · h5 чорна тура · f4 білий пішак · h4 білий пішак · f3 чорний кінь · h3 білий кінь · a2 чорна тура · b2 чорний ферзь · c1 чорний слон · h1 білий король | d8 чорний кінь · b7 чорний слон · d7 чорний пішак · e7 чорний пішак · f7 чорний пішак · d6 чорний пішак · e6 біла тура · h6 біла тура · d5 чорний король · f5 чорний пішак · g5 чорний пішак · h5 чорна тура · f4 білий пішак · h4 білий пішак · f3 чорний кінь · h3 білий кінь · a2 чорна тура · b2 чорний ферзь · c1 чорний слон · h1 білий король | d8 чорний кінь · b7 чорний слон · d7 чорний пішак · e7 чорний пішак · f7 чорний пішак · d6 чорний пішак · e6 біла тура · h6 біла тура · d5 чорний король · f5 чорний пішак · g5 чорний пішак · h5 чорна тура · f4 білий пішак · h4 білий пішак · f3 чорний кінь · h3 білий кінь · a2 чорна тура · b2 чорний ферзь · c1 чорний слон · h1 білий король | d8 чорний кінь · b7 чорний слон · d7 чорний пішак · e7 чорний пішак · f7 чорний пішак · d6 чорний пішак · e6 біла тура · h6 біла тура · d5 чорний король · f5 чорний пішак · g5 чорний пішак · h5 чорна тура · f4 білий пішак · h4 білий пішак · f3 чорний кінь · h3 білий кінь · a2 чорна тура · b2 чорний ферзь · c1 чорний слон · h1 білий король | d8 чорний кінь · b7 чорний слон · d7 чорний пішак · e7 чорний пішак · f7 чорний пішак · d6 чорний пішак · e6 біла тура · h6 біла тура · d5 чорний король · f5 чорний пішак · g5 чорний пішак · h5 чорна тура · f4 білий пішак · h4 білий пішак · f3 чорний кінь · h3 білий кінь · a2 чорна тура · b2 чорний ферзь · c1 чорний слон · h1 білий король | d8 чорний кінь · b7 чорний слон · d7 чорний пішак · e7 чорний пішак · f7 чорний пішак · d6 чорний пішак · e6 біла тура · h6 біла тура · d5 чорний король · f5 чорний пішак · g5 чорний пішак · h5 чорна тура · f4 білий пішак · h4 білий пішак · f3 чорний кінь · h3 білий кінь · a2 чорна тура · b2 чорний ферзь · c1 чорний слон · h1 білий король | d8 чорний кінь · b7 чорний слон · d7 чорний пішак · e7 чорний пішак · f7 чорний пішак · d6 чорний пішак · e6 біла тура · h6 біла тура · d5 чорний король · f5 чорний пішак · g5 чорний пішак · h5 чорна тура · f4 білий пішак · h4 білий пішак · f3 чорний кінь · h3 білий кінь · a2 чорна тура · b2 чорний ферзь · c1 чорний слон · h1 білий король | 2 |
| 1 | d8 чорний кінь · b7 чорний слон · d7 чорний пішак · e7 чорний пішак · f7 чорний пішак · d6 чорний пішак · e6 біла тура · h6 біла тура · d5 чорний король · f5 чорний пішак · g5 чорний пішак · h5 чорна тура · f4 білий пішак · h4 білий пішак · f3 чорний кінь · h3 білий кінь · a2 чорна тура · b2 чорний ферзь · c1 чорний слон · h1 білий король | d8 чорний кінь · b7 чорний слон · d7 чорний пішак · e7 чорний пішак · f7 чорний пішак · d6 чорний пішак · e6 біла тура · h6 біла тура · d5 чорний король · f5 чорний пішак · g5 чорний пішак · h5 чорна тура · f4 білий пішак · h4 білий пішак · f3 чорний кінь · h3 білий кінь · a2 чорна тура · b2 чорний ферзь · c1 чорний слон · h1 білий король | d8 чорний кінь · b7 чорний слон · d7 чорний пішак · e7 чорний пішак · f7 чорний пішак · d6 чорний пішак · e6 біла тура · h6 біла тура · d5 чорний король · f5 чорний пішак · g5 чорний пішак · h5 чорна тура · f4 білий пішак · h4 білий пішак · f3 чорний кінь · h3 білий кінь · a2 чорна тура · b2 чорний ферзь · c1 чорний слон · h1 білий король | d8 чорний кінь · b7 чорний слон · d7 чорний пішак · e7 чорний пішак · f7 чорний пішак · d6 чорний пішак · e6 біла тура · h6 біла тура · d5 чорний король · f5 чорний пішак · g5 чорний пішак · h5 чорна тура · f4 білий пішак · h4 білий пішак · f3 чорний кінь · h3 білий кінь · a2 чорна тура · b2 чорний ферзь · c1 чорний слон · h1 білий король | d8 чорний кінь · b7 чорний слон · d7 чорний пішак · e7 чорний пішак · f7 чорний пішак · d6 чорний пішак · e6 біла тура · h6 біла тура · d5 чорний король · f5 чорний пішак · g5 чорний пішак · h5 чорна тура · f4 білий пішак · h4 білий пішак · f3 чорний кінь · h3 білий кінь · a2 чорна тура · b2 чорний ферзь · c1 чорний слон · h1 білий король | d8 чорний кінь · b7 чорний слон · d7 чорний пішак · e7 чорний пішак · f7 чорний пішак · d6 чорний пішак · e6 біла тура · h6 біла тура · d5 чорний король · f5 чорний пішак · g5 чорний пішак · h5 чорна тура · f4 білий пішак · h4 білий пішак · f3 чорний кінь · h3 білий кінь · a2 чорна тура · b2 чорний ферзь · c1 чорний слон · h1 білий король | d8 чорний кінь · b7 чорний слон · d7 чорний пішак · e7 чорний пішак · f7 чорний пішак · d6 чорний пішак · e6 біла тура · h6 біла тура · d5 чорний король · f5 чорний пішак · g5 чорний пішак · h5 чорна тура · f4 білий пішак · h4 білий пішак · f3 чорний кінь · h3 білий кінь · a2 чорна тура · b2 чорний ферзь · c1 чорний слон · h1 білий король | d8 чорний кінь · b7 чорний слон · d7 чорний пішак · e7 чорний пішак · f7 чорний пішак · d6 чорний пішак · e6 біла тура · h6 біла тура · d5 чорний король · f5 чорний пішак · g5 чорний пішак · h5 чорна тура · f4 білий пішак · h4 білий пішак · f3 чорний кінь · h3 білий кінь · a2 чорна тура · b2 чорний ферзь · c1 чорний слон · h1 білий король | 1 |
|   | a | b | c | d | e | f | g | h |   |

a) 1.T: h6 Te3 2.De5 f: g5 3.Ke6 Sf4#
b) f5->d4
b) 1.g: f4 Te2 2.Le3 T: h5+ 3.Ke4 Sf2#
Взаємні тактичні ефекти.

|   | a | b | c | d | e | f | g | h |   |
| 8 | c8 чорний кінь · g8 чорна тура · e7 чорний пішак · g7 чорна тура · b5 чорний ферзь · c5 білий кінь · e5 білий кінь · f5 чорний пішак · g5 біла тура · h5 чорний пішак · a4 чорний пішак · b4 чорний король · c4 чорний пішак · f4 білий пішак · h4 білий пішак · g3 білий король · h3 біла тура · f2 білий пішак · h2 білий пішак · e1 чорний кінь · h1 чорний слон | c8 чорний кінь · g8 чорна тура · e7 чорний пішак · g7 чорна тура · b5 чорний ферзь · c5 білий кінь · e5 білий кінь · f5 чорний пішак · g5 біла тура · h5 чорний пішак · a4 чорний пішак · b4 чорний король · c4 чорний пішак · f4 білий пішак · h4 білий пішак · g3 білий король · h3 біла тура · f2 білий пішак · h2 білий пішак · e1 чорний кінь · h1 чорний слон | c8 чорний кінь · g8 чорна тура · e7 чорний пішак · g7 чорна тура · b5 чорний ферзь · c5 білий кінь · e5 білий кінь · f5 чорний пішак · g5 біла тура · h5 чорний пішак · a4 чорний пішак · b4 чорний король · c4 чорний пішак · f4 білий пішак · h4 білий пішак · g3 білий король · h3 біла тура · f2 білий пішак · h2 білий пішак · e1 чорний кінь · h1 чорний слон | c8 чорний кінь · g8 чорна тура · e7 чорний пішак · g7 чорна тура · b5 чорний ферзь · c5 білий кінь · e5 білий кінь · f5 чорний пішак · g5 біла тура · h5 чорний пішак · a4 чорний пішак · b4 чорний король · c4 чорний пішак · f4 білий пішак · h4 білий пішак · g3 білий король · h3 біла тура · f2 білий пішак · h2 білий пішак · e1 чорний кінь · h1 чорний слон | c8 чорний кінь · g8 чорна тура · e7 чорний пішак · g7 чорна тура · b5 чорний ферзь · c5 білий кінь · e5 білий кінь · f5 чорний пішак · g5 біла тура · h5 чорний пішак · a4 чорний пішак · b4 чорний король · c4 чорний пішак · f4 білий пішак · h4 білий пішак · g3 білий король · h3 біла тура · f2 білий пішак · h2 білий пішак · e1 чорний кінь · h1 чорний слон | c8 чорний кінь · g8 чорна тура · e7 чорний пішак · g7 чорна тура · b5 чорний ферзь · c5 білий кінь · e5 білий кінь · f5 чорний пішак · g5 біла тура · h5 чорний пішак · a4 чорний пішак · b4 чорний король · c4 чорний пішак · f4 білий пішак · h4 білий пішак · g3 білий король · h3 біла тура · f2 білий пішак · h2 білий пішак · e1 чорний кінь · h1 чорний слон | c8 чорний кінь · g8 чорна тура · e7 чорний пішак · g7 чорна тура · b5 чорний ферзь · c5 білий кінь · e5 білий кінь · f5 чорний пішак · g5 біла тура · h5 чорний пішак · a4 чорний пішак · b4 чорний король · c4 чорний пішак · f4 білий пішак · h4 білий пішак · g3 білий король · h3 біла тура · f2 білий пішак · h2 білий пішак · e1 чорний кінь · h1 чорний слон | c8 чорний кінь · g8 чорна тура · e7 чорний пішак · g7 чорна тура · b5 чорний ферзь · c5 білий кінь · e5 білий кінь · f5 чорний пішак · g5 біла тура · h5 чорний пішак · a4 чорний пішак · b4 чорний король · c4 чорний пішак · f4 білий пішак · h4 білий пішак · g3 білий король · h3 біла тура · f2 білий пішак · h2 білий пішак · e1 чорний кінь · h1 чорний слон | 8 |
| 7 | c8 чорний кінь · g8 чорна тура · e7 чорний пішак · g7 чорна тура · b5 чорний ферзь · c5 білий кінь · e5 білий кінь · f5 чорний пішак · g5 біла тура · h5 чорний пішак · a4 чорний пішак · b4 чорний король · c4 чорний пішак · f4 білий пішак · h4 білий пішак · g3 білий король · h3 біла тура · f2 білий пішак · h2 білий пішак · e1 чорний кінь · h1 чорний слон | c8 чорний кінь · g8 чорна тура · e7 чорний пішак · g7 чорна тура · b5 чорний ферзь · c5 білий кінь · e5 білий кінь · f5 чорний пішак · g5 біла тура · h5 чорний пішак · a4 чорний пішак · b4 чорний король · c4 чорний пішак · f4 білий пішак · h4 білий пішак · g3 білий король · h3 біла тура · f2 білий пішак · h2 білий пішак · e1 чорний кінь · h1 чорний слон | c8 чорний кінь · g8 чорна тура · e7 чорний пішак · g7 чорна тура · b5 чорний ферзь · c5 білий кінь · e5 білий кінь · f5 чорний пішак · g5 біла тура · h5 чорний пішак · a4 чорний пішак · b4 чорний король · c4 чорний пішак · f4 білий пішак · h4 білий пішак · g3 білий король · h3 біла тура · f2 білий пішак · h2 білий пішак · e1 чорний кінь · h1 чорний слон | c8 чорний кінь · g8 чорна тура · e7 чорний пішак · g7 чорна тура · b5 чорний ферзь · c5 білий кінь · e5 білий кінь · f5 чорний пішак · g5 біла тура · h5 чорний пішак · a4 чорний пішак · b4 чорний король · c4 чорний пішак · f4 білий пішак · h4 білий пішак · g3 білий король · h3 біла тура · f2 білий пішак · h2 білий пішак · e1 чорний кінь · h1 чорний слон | c8 чорний кінь · g8 чорна тура · e7 чорний пішак · g7 чорна тура · b5 чорний ферзь · c5 білий кінь · e5 білий кінь · f5 чорний пішак · g5 біла тура · h5 чорний пішак · a4 чорний пішак · b4 чорний король · c4 чорний пішак · f4 білий пішак · h4 білий пішак · g3 білий король · h3 біла тура · f2 білий пішак · h2 білий пішак · e1 чорний кінь · h1 чорний слон | c8 чорний кінь · g8 чорна тура · e7 чорний пішак · g7 чорна тура · b5 чорний ферзь · c5 білий кінь · e5 білий кінь · f5 чорний пішак · g5 біла тура · h5 чорний пішак · a4 чорний пішак · b4 чорний король · c4 чорний пішак · f4 білий пішак · h4 білий пішак · g3 білий король · h3 біла тура · f2 білий пішак · h2 білий пішак · e1 чорний кінь · h1 чорний слон | c8 чорний кінь · g8 чорна тура · e7 чорний пішак · g7 чорна тура · b5 чорний ферзь · c5 білий кінь · e5 білий кінь · f5 чорний пішак · g5 біла тура · h5 чорний пішак · a4 чорний пішак · b4 чорний король · c4 чорний пішак · f4 білий пішак · h4 білий пішак · g3 білий король · h3 біла тура · f2 білий пішак · h2 білий пішак · e1 чорний кінь · h1 чорний слон | c8 чорний кінь · g8 чорна тура · e7 чорний пішак · g7 чорна тура · b5 чорний ферзь · c5 білий кінь · e5 білий кінь · f5 чорний пішак · g5 біла тура · h5 чорний пішак · a4 чорний пішак · b4 чорний король · c4 чорний пішак · f4 білий пішак · h4 білий пішак · g3 білий король · h3 біла тура · f2 білий пішак · h2 білий пішак · e1 чорний кінь · h1 чорний слон | 7 |
| 6 | c8 чорний кінь · g8 чорна тура · e7 чорний пішак · g7 чорна тура · b5 чорний ферзь · c5 білий кінь · e5 білий кінь · f5 чорний пішак · g5 біла тура · h5 чорний пішак · a4 чорний пішак · b4 чорний король · c4 чорний пішак · f4 білий пішак · h4 білий пішак · g3 білий король · h3 біла тура · f2 білий пішак · h2 білий пішак · e1 чорний кінь · h1 чорний слон | c8 чорний кінь · g8 чорна тура · e7 чорний пішак · g7 чорна тура · b5 чорний ферзь · c5 білий кінь · e5 білий кінь · f5 чорний пішак · g5 біла тура · h5 чорний пішак · a4 чорний пішак · b4 чорний король · c4 чорний пішак · f4 білий пішак · h4 білий пішак · g3 білий король · h3 біла тура · f2 білий пішак · h2 білий пішак · e1 чорний кінь · h1 чорний слон | c8 чорний кінь · g8 чорна тура · e7 чорний пішак · g7 чорна тура · b5 чорний ферзь · c5 білий кінь · e5 білий кінь · f5 чорний пішак · g5 біла тура · h5 чорний пішак · a4 чорний пішак · b4 чорний король · c4 чорний пішак · f4 білий пішак · h4 білий пішак · g3 білий король · h3 біла тура · f2 білий пішак · h2 білий пішак · e1 чорний кінь · h1 чорний слон | c8 чорний кінь · g8 чорна тура · e7 чорний пішак · g7 чорна тура · b5 чорний ферзь · c5 білий кінь · e5 білий кінь · f5 чорний пішак · g5 біла тура · h5 чорний пішак · a4 чорний пішак · b4 чорний король · c4 чорний пішак · f4 білий пішак · h4 білий пішак · g3 білий король · h3 біла тура · f2 білий пішак · h2 білий пішак · e1 чорний кінь · h1 чорний слон | c8 чорний кінь · g8 чорна тура · e7 чорний пішак · g7 чорна тура · b5 чорний ферзь · c5 білий кінь · e5 білий кінь · f5 чорний пішак · g5 біла тура · h5 чорний пішак · a4 чорний пішак · b4 чорний король · c4 чорний пішак · f4 білий пішак · h4 білий пішак · g3 білий король · h3 біла тура · f2 білий пішак · h2 білий пішак · e1 чорний кінь · h1 чорний слон | c8 чорний кінь · g8 чорна тура · e7 чорний пішак · g7 чорна тура · b5 чорний ферзь · c5 білий кінь · e5 білий кінь · f5 чорний пішак · g5 біла тура · h5 чорний пішак · a4 чорний пішак · b4 чорний король · c4 чорний пішак · f4 білий пішак · h4 білий пішак · g3 білий король · h3 біла тура · f2 білий пішак · h2 білий пішак · e1 чорний кінь · h1 чорний слон | c8 чорний кінь · g8 чорна тура · e7 чорний пішак · g7 чорна тура · b5 чорний ферзь · c5 білий кінь · e5 білий кінь · f5 чорний пішак · g5 біла тура · h5 чорний пішак · a4 чорний пішак · b4 чорний король · c4 чорний пішак · f4 білий пішак · h4 білий пішак · g3 білий король · h3 біла тура · f2 білий пішак · h2 білий пішак · e1 чорний кінь · h1 чорний слон | c8 чорний кінь · g8 чорна тура · e7 чорний пішак · g7 чорна тура · b5 чорний ферзь · c5 білий кінь · e5 білий кінь · f5 чорний пішак · g5 біла тура · h5 чорний пішак · a4 чорний пішак · b4 чорний король · c4 чорний пішак · f4 білий пішак · h4 білий пішак · g3 білий король · h3 біла тура · f2 білий пішак · h2 білий пішак · e1 чорний кінь · h1 чорний слон | 6 |
| 5 | c8 чорний кінь · g8 чорна тура · e7 чорний пішак · g7 чорна тура · b5 чорний ферзь · c5 білий кінь · e5 білий кінь · f5 чорний пішак · g5 біла тура · h5 чорний пішак · a4 чорний пішак · b4 чорний король · c4 чорний пішак · f4 білий пішак · h4 білий пішак · g3 білий король · h3 біла тура · f2 білий пішак · h2 білий пішак · e1 чорний кінь · h1 чорний слон | c8 чорний кінь · g8 чорна тура · e7 чорний пішак · g7 чорна тура · b5 чорний ферзь · c5 білий кінь · e5 білий кінь · f5 чорний пішак · g5 біла тура · h5 чорний пішак · a4 чорний пішак · b4 чорний король · c4 чорний пішак · f4 білий пішак · h4 білий пішак · g3 білий король · h3 біла тура · f2 білий пішак · h2 білий пішак · e1 чорний кінь · h1 чорний слон | c8 чорний кінь · g8 чорна тура · e7 чорний пішак · g7 чорна тура · b5 чорний ферзь · c5 білий кінь · e5 білий кінь · f5 чорний пішак · g5 біла тура · h5 чорний пішак · a4 чорний пішак · b4 чорний король · c4 чорний пішак · f4 білий пішак · h4 білий пішак · g3 білий король · h3 біла тура · f2 білий пішак · h2 білий пішак · e1 чорний кінь · h1 чорний слон | c8 чорний кінь · g8 чорна тура · e7 чорний пішак · g7 чорна тура · b5 чорний ферзь · c5 білий кінь · e5 білий кінь · f5 чорний пішак · g5 біла тура · h5 чорний пішак · a4 чорний пішак · b4 чорний король · c4 чорний пішак · f4 білий пішак · h4 білий пішак · g3 білий король · h3 біла тура · f2 білий пішак · h2 білий пішак · e1 чорний кінь · h1 чорний слон | c8 чорний кінь · g8 чорна тура · e7 чорний пішак · g7 чорна тура · b5 чорний ферзь · c5 білий кінь · e5 білий кінь · f5 чорний пішак · g5 біла тура · h5 чорний пішак · a4 чорний пішак · b4 чорний король · c4 чорний пішак · f4 білий пішак · h4 білий пішак · g3 білий король · h3 біла тура · f2 білий пішак · h2 білий пішак · e1 чорний кінь · h1 чорний слон | c8 чорний кінь · g8 чорна тура · e7 чорний пішак · g7 чорна тура · b5 чорний ферзь · c5 білий кінь · e5 білий кінь · f5 чорний пішак · g5 біла тура · h5 чорний пішак · a4 чорний пішак · b4 чорний король · c4 чорний пішак · f4 білий пішак · h4 білий пішак · g3 білий король · h3 біла тура · f2 білий пішак · h2 білий пішак · e1 чорний кінь · h1 чорний слон | c8 чорний кінь · g8 чорна тура · e7 чорний пішак · g7 чорна тура · b5 чорний ферзь · c5 білий кінь · e5 білий кінь · f5 чорний пішак · g5 біла тура · h5 чорний пішак · a4 чорний пішак · b4 чорний король · c4 чорний пішак · f4 білий пішак · h4 білий пішак · g3 білий король · h3 біла тура · f2 білий пішак · h2 білий пішак · e1 чорний кінь · h1 чорний слон | c8 чорний кінь · g8 чорна тура · e7 чорний пішак · g7 чорна тура · b5 чорний ферзь · c5 білий кінь · e5 білий кінь · f5 чорний пішак · g5 біла тура · h5 чорний пішак · a4 чорний пішак · b4 чорний король · c4 чорний пішак · f4 білий пішак · h4 білий пішак · g3 білий король · h3 біла тура · f2 білий пішак · h2 білий пішак · e1 чорний кінь · h1 чорний слон | 5 |
| 4 | c8 чорний кінь · g8 чорна тура · e7 чорний пішак · g7 чорна тура · b5 чорний ферзь · c5 білий кінь · e5 білий кінь · f5 чорний пішак · g5 біла тура · h5 чорний пішак · a4 чорний пішак · b4 чорний король · c4 чорний пішак · f4 білий пішак · h4 білий пішак · g3 білий король · h3 біла тура · f2 білий пішак · h2 білий пішак · e1 чорний кінь · h1 чорний слон | c8 чорний кінь · g8 чорна тура · e7 чорний пішак · g7 чорна тура · b5 чорний ферзь · c5 білий кінь · e5 білий кінь · f5 чорний пішак · g5 біла тура · h5 чорний пішак · a4 чорний пішак · b4 чорний король · c4 чорний пішак · f4 білий пішак · h4 білий пішак · g3 білий король · h3 біла тура · f2 білий пішак · h2 білий пішак · e1 чорний кінь · h1 чорний слон | c8 чорний кінь · g8 чорна тура · e7 чорний пішак · g7 чорна тура · b5 чорний ферзь · c5 білий кінь · e5 білий кінь · f5 чорний пішак · g5 біла тура · h5 чорний пішак · a4 чорний пішак · b4 чорний король · c4 чорний пішак · f4 білий пішак · h4 білий пішак · g3 білий король · h3 біла тура · f2 білий пішак · h2 білий пішак · e1 чорний кінь · h1 чорний слон | c8 чорний кінь · g8 чорна тура · e7 чорний пішак · g7 чорна тура · b5 чорний ферзь · c5 білий кінь · e5 білий кінь · f5 чорний пішак · g5 біла тура · h5 чорний пішак · a4 чорний пішак · b4 чорний король · c4 чорний пішак · f4 білий пішак · h4 білий пішак · g3 білий король · h3 біла тура · f2 білий пішак · h2 білий пішак · e1 чорний кінь · h1 чорний слон | c8 чорний кінь · g8 чорна тура · e7 чорний пішак · g7 чорна тура · b5 чорний ферзь · c5 білий кінь · e5 білий кінь · f5 чорний пішак · g5 біла тура · h5 чорний пішак · a4 чорний пішак · b4 чорний король · c4 чорний пішак · f4 білий пішак · h4 білий пішак · g3 білий король · h3 біла тура · f2 білий пішак · h2 білий пішак · e1 чорний кінь · h1 чорний слон | c8 чорний кінь · g8 чорна тура · e7 чорний пішак · g7 чорна тура · b5 чорний ферзь · c5 білий кінь · e5 білий кінь · f5 чорний пішак · g5 біла тура · h5 чорний пішак · a4 чорний пішак · b4 чорний король · c4 чорний пішак · f4 білий пішак · h4 білий пішак · g3 білий король · h3 біла тура · f2 білий пішак · h2 білий пішак · e1 чорний кінь · h1 чорний слон | c8 чорний кінь · g8 чорна тура · e7 чорний пішак · g7 чорна тура · b5 чорний ферзь · c5 білий кінь · e5 білий кінь · f5 чорний пішак · g5 біла тура · h5 чорний пішак · a4 чорний пішак · b4 чорний король · c4 чорний пішак · f4 білий пішак · h4 білий пішак · g3 білий король · h3 біла тура · f2 білий пішак · h2 білий пішак · e1 чорний кінь · h1 чорний слон | c8 чорний кінь · g8 чорна тура · e7 чорний пішак · g7 чорна тура · b5 чорний ферзь · c5 білий кінь · e5 білий кінь · f5 чорний пішак · g5 біла тура · h5 чорний пішак · a4 чорний пішак · b4 чорний король · c4 чорний пішак · f4 білий пішак · h4 білий пішак · g3 білий король · h3 біла тура · f2 білий пішак · h2 білий пішак · e1 чорний кінь · h1 чорний слон | 4 |
| 3 | c8 чорний кінь · g8 чорна тура · e7 чорний пішак · g7 чорна тура · b5 чорний ферзь · c5 білий кінь · e5 білий кінь · f5 чорний пішак · g5 біла тура · h5 чорний пішак · a4 чорний пішак · b4 чорний король · c4 чорний пішак · f4 білий пішак · h4 білий пішак · g3 білий король · h3 біла тура · f2 білий пішак · h2 білий пішак · e1 чорний кінь · h1 чорний слон | c8 чорний кінь · g8 чорна тура · e7 чорний пішак · g7 чорна тура · b5 чорний ферзь · c5 білий кінь · e5 білий кінь · f5 чорний пішак · g5 біла тура · h5 чорний пішак · a4 чорний пішак · b4 чорний король · c4 чорний пішак · f4 білий пішак · h4 білий пішак · g3 білий король · h3 біла тура · f2 білий пішак · h2 білий пішак · e1 чорний кінь · h1 чорний слон | c8 чорний кінь · g8 чорна тура · e7 чорний пішак · g7 чорна тура · b5 чорний ферзь · c5 білий кінь · e5 білий кінь · f5 чорний пішак · g5 біла тура · h5 чорний пішак · a4 чорний пішак · b4 чорний король · c4 чорний пішак · f4 білий пішак · h4 білий пішак · g3 білий король · h3 біла тура · f2 білий пішак · h2 білий пішак · e1 чорний кінь · h1 чорний слон | c8 чорний кінь · g8 чорна тура · e7 чорний пішак · g7 чорна тура · b5 чорний ферзь · c5 білий кінь · e5 білий кінь · f5 чорний пішак · g5 біла тура · h5 чорний пішак · a4 чорний пішак · b4 чорний король · c4 чорний пішак · f4 білий пішак · h4 білий пішак · g3 білий король · h3 біла тура · f2 білий пішак · h2 білий пішак · e1 чорний кінь · h1 чорний слон | c8 чорний кінь · g8 чорна тура · e7 чорний пішак · g7 чорна тура · b5 чорний ферзь · c5 білий кінь · e5 білий кінь · f5 чорний пішак · g5 біла тура · h5 чорний пішак · a4 чорний пішак · b4 чорний король · c4 чорний пішак · f4 білий пішак · h4 білий пішак · g3 білий король · h3 біла тура · f2 білий пішак · h2 білий пішак · e1 чорний кінь · h1 чорний слон | c8 чорний кінь · g8 чорна тура · e7 чорний пішак · g7 чорна тура · b5 чорний ферзь · c5 білий кінь · e5 білий кінь · f5 чорний пішак · g5 біла тура · h5 чорний пішак · a4 чорний пішак · b4 чорний король · c4 чорний пішак · f4 білий пішак · h4 білий пішак · g3 білий король · h3 біла тура · f2 білий пішак · h2 білий пішак · e1 чорний кінь · h1 чорний слон | c8 чорний кінь · g8 чорна тура · e7 чорний пішак · g7 чорна тура · b5 чорний ферзь · c5 білий кінь · e5 білий кінь · f5 чорний пішак · g5 біла тура · h5 чорний пішак · a4 чорний пішак · b4 чорний король · c4 чорний пішак · f4 білий пішак · h4 білий пішак · g3 білий король · h3 біла тура · f2 білий пішак · h2 білий пішак · e1 чорний кінь · h1 чорний слон | c8 чорний кінь · g8 чорна тура · e7 чорний пішак · g7 чорна тура · b5 чорний ферзь · c5 білий кінь · e5 білий кінь · f5 чорний пішак · g5 біла тура · h5 чорний пішак · a4 чорний пішак · b4 чорний король · c4 чорний пішак · f4 білий пішак · h4 білий пішак · g3 білий король · h3 біла тура · f2 білий пішак · h2 білий пішак · e1 чорний кінь · h1 чорний слон | 3 |
| 2 | c8 чорний кінь · g8 чорна тура · e7 чорний пішак · g7 чорна тура · b5 чорний ферзь · c5 білий кінь · e5 білий кінь · f5 чорний пішак · g5 біла тура · h5 чорний пішак · a4 чорний пішак · b4 чорний король · c4 чорний пішак · f4 білий пішак · h4 білий пішак · g3 білий король · h3 біла тура · f2 білий пішак · h2 білий пішак · e1 чорний кінь · h1 чорний слон | c8 чорний кінь · g8 чорна тура · e7 чорний пішак · g7 чорна тура · b5 чорний ферзь · c5 білий кінь · e5 білий кінь · f5 чорний пішак · g5 біла тура · h5 чорний пішак · a4 чорний пішак · b4 чорний король · c4 чорний пішак · f4 білий пішак · h4 білий пішак · g3 білий король · h3 біла тура · f2 білий пішак · h2 білий пішак · e1 чорний кінь · h1 чорний слон | c8 чорний кінь · g8 чорна тура · e7 чорний пішак · g7 чорна тура · b5 чорний ферзь · c5 білий кінь · e5 білий кінь · f5 чорний пішак · g5 біла тура · h5 чорний пішак · a4 чорний пішак · b4 чорний король · c4 чорний пішак · f4 білий пішак · h4 білий пішак · g3 білий король · h3 біла тура · f2 білий пішак · h2 білий пішак · e1 чорний кінь · h1 чорний слон | c8 чорний кінь · g8 чорна тура · e7 чорний пішак · g7 чорна тура · b5 чорний ферзь · c5 білий кінь · e5 білий кінь · f5 чорний пішак · g5 біла тура · h5 чорний пішак · a4 чорний пішак · b4 чорний король · c4 чорний пішак · f4 білий пішак · h4 білий пішак · g3 білий король · h3 біла тура · f2 білий пішак · h2 білий пішак · e1 чорний кінь · h1 чорний слон | c8 чорний кінь · g8 чорна тура · e7 чорний пішак · g7 чорна тура · b5 чорний ферзь · c5 білий кінь · e5 білий кінь · f5 чорний пішак · g5 біла тура · h5 чорний пішак · a4 чорний пішак · b4 чорний король · c4 чорний пішак · f4 білий пішак · h4 білий пішак · g3 білий король · h3 біла тура · f2 білий пішак · h2 білий пішак · e1 чорний кінь · h1 чорний слон | c8 чорний кінь · g8 чорна тура · e7 чорний пішак · g7 чорна тура · b5 чорний ферзь · c5 білий кінь · e5 білий кінь · f5 чорний пішак · g5 біла тура · h5 чорний пішак · a4 чорний пішак · b4 чорний король · c4 чорний пішак · f4 білий пішак · h4 білий пішак · g3 білий король · h3 біла тура · f2 білий пішак · h2 білий пішак · e1 чорний кінь · h1 чорний слон | c8 чорний кінь · g8 чорна тура · e7 чорний пішак · g7 чорна тура · b5 чорний ферзь · c5 білий кінь · e5 білий кінь · f5 чорний пішак · g5 біла тура · h5 чорний пішак · a4 чорний пішак · b4 чорний король · c4 чорний пішак · f4 білий пішак · h4 білий пішак · g3 білий король · h3 біла тура · f2 білий пішак · h2 білий пішак · e1 чорний кінь · h1 чорний слон | c8 чорний кінь · g8 чорна тура · e7 чорний пішак · g7 чорна тура · b5 чорний ферзь · c5 білий кінь · e5 білий кінь · f5 чорний пішак · g5 біла тура · h5 чорний пішак · a4 чорний пішак · b4 чорний король · c4 чорний пішак · f4 білий пішак · h4 білий пішак · g3 білий король · h3 біла тура · f2 білий пішак · h2 білий пішак · e1 чорний кінь · h1 чорний слон | 2 |
| 1 | c8 чорний кінь · g8 чорна тура · e7 чорний пішак · g7 чорна тура · b5 чорний ферзь · c5 білий кінь · e5 білий кінь · f5 чорний пішак · g5 біла тура · h5 чорний пішак · a4 чорний пішак · b4 чорний король · c4 чорний пішак · f4 білий пішак · h4 білий пішак · g3 білий король · h3 біла тура · f2 білий пішак · h2 білий пішак · e1 чорний кінь · h1 чорний слон | c8 чорний кінь · g8 чорна тура · e7 чорний пішак · g7 чорна тура · b5 чорний ферзь · c5 білий кінь · e5 білий кінь · f5 чорний пішак · g5 біла тура · h5 чорний пішак · a4 чорний пішак · b4 чорний король · c4 чорний пішак · f4 білий пішак · h4 білий пішак · g3 білий король · h3 біла тура · f2 білий пішак · h2 білий пішак · e1 чорний кінь · h1 чорний слон | c8 чорний кінь · g8 чорна тура · e7 чорний пішак · g7 чорна тура · b5 чорний ферзь · c5 білий кінь · e5 білий кінь · f5 чорний пішак · g5 біла тура · h5 чорний пішак · a4 чорний пішак · b4 чорний король · c4 чорний пішак · f4 білий пішак · h4 білий пішак · g3 білий король · h3 біла тура · f2 білий пішак · h2 білий пішак · e1 чорний кінь · h1 чорний слон | c8 чорний кінь · g8 чорна тура · e7 чорний пішак · g7 чорна тура · b5 чорний ферзь · c5 білий кінь · e5 білий кінь · f5 чорний пішак · g5 біла тура · h5 чорний пішак · a4 чорний пішак · b4 чорний король · c4 чорний пішак · f4 білий пішак · h4 білий пішак · g3 білий король · h3 біла тура · f2 білий пішак · h2 білий пішак · e1 чорний кінь · h1 чорний слон | c8 чорний кінь · g8 чорна тура · e7 чорний пішак · g7 чорна тура · b5 чорний ферзь · c5 білий кінь · e5 білий кінь · f5 чорний пішак · g5 біла тура · h5 чорний пішак · a4 чорний пішак · b4 чорний король · c4 чорний пішак · f4 білий пішак · h4 білий пішак · g3 білий король · h3 біла тура · f2 білий пішак · h2 білий пішак · e1 чорний кінь · h1 чорний слон | c8 чорний кінь · g8 чорна тура · e7 чорний пішак · g7 чорна тура · b5 чорний ферзь · c5 білий кінь · e5 білий кінь · f5 чорний пішак · g5 біла тура · h5 чорний пішак · a4 чорний пішак · b4 чорний король · c4 чорний пішак · f4 білий пішак · h4 білий пішак · g3 білий король · h3 біла тура · f2 білий пішак · h2 білий пішак · e1 чорний кінь · h1 чорний слон | c8 чорний кінь · g8 чорна тура · e7 чорний пішак · g7 чорна тура · b5 чорний ферзь · c5 білий кінь · e5 білий кінь · f5 чорний пішак · g5 біла тура · h5 чорний пішак · a4 чорний пішак · b4 чорний король · c4 чорний пішак · f4 білий пішак · h4 білий пішак · g3 білий король · h3 біла тура · f2 білий пішак · h2 білий пішак · e1 чорний кінь · h1 чорний слон | c8 чорний кінь · g8 чорна тура · e7 чорний пішак · g7 чорна тура · b5 чорний ферзь · c5 білий кінь · e5 білий кінь · f5 чорний пішак · g5 біла тура · h5 чорний пішак · a4 чорний пішак · b4 чорний король · c4 чорний пішак · f4 білий пішак · h4 білий пішак · g3 білий король · h3 біла тура · f2 білий пішак · h2 білий пішак · e1 чорний кінь · h1 чорний слон | 1 |
|   | a | b | c | d | e | f | g | h |   |

1.Db6! Se4! 2.D: f2+ K: f2 3.f: e4 Sc6#
1.Db8! Sg4! 2.D: f4+ K: f4 3.f: g4 Sa6#

Жертви фігур обох сторін, засідка, тема Зілахі.
Повна аналогія гри.
|   | a | b | c | d | e | f | g | h |   |
| 8 | c8 білий король · e8 чорний слон · a7 чорний слон · d7 білий слон · f7 чорний пішак · b6 чорний пішак · f6 біла тура · g6 чорна тура · h6 чорний кінь · a5 чорний пішак · d5 чорний ферзь · f5 чорна тура · e4 чорний пішак · h4 чорний кінь · c3 чорний пішак · d3 чорний король · c2 чорний пішак · f2 білий пішак · g2 чорний пішак | c8 білий король · e8 чорний слон · a7 чорний слон · d7 білий слон · f7 чорний пішак · b6 чорний пішак · f6 біла тура · g6 чорна тура · h6 чорний кінь · a5 чорний пішак · d5 чорний ферзь · f5 чорна тура · e4 чорний пішак · h4 чорний кінь · c3 чорний пішак · d3 чорний король · c2 чорний пішак · f2 білий пішак · g2 чорний пішак | c8 білий король · e8 чорний слон · a7 чорний слон · d7 білий слон · f7 чорний пішак · b6 чорний пішак · f6 біла тура · g6 чорна тура · h6 чорний кінь · a5 чорний пішак · d5 чорний ферзь · f5 чорна тура · e4 чорний пішак · h4 чорний кінь · c3 чорний пішак · d3 чорний король · c2 чорний пішак · f2 білий пішак · g2 чорний пішак | c8 білий король · e8 чорний слон · a7 чорний слон · d7 білий слон · f7 чорний пішак · b6 чорний пішак · f6 біла тура · g6 чорна тура · h6 чорний кінь · a5 чорний пішак · d5 чорний ферзь · f5 чорна тура · e4 чорний пішак · h4 чорний кінь · c3 чорний пішак · d3 чорний король · c2 чорний пішак · f2 білий пішак · g2 чорний пішак | c8 білий король · e8 чорний слон · a7 чорний слон · d7 білий слон · f7 чорний пішак · b6 чорний пішак · f6 біла тура · g6 чорна тура · h6 чорний кінь · a5 чорний пішак · d5 чорний ферзь · f5 чорна тура · e4 чорний пішак · h4 чорний кінь · c3 чорний пішак · d3 чорний король · c2 чорний пішак · f2 білий пішак · g2 чорний пішак | c8 білий король · e8 чорний слон · a7 чорний слон · d7 білий слон · f7 чорний пішак · b6 чорний пішак · f6 біла тура · g6 чорна тура · h6 чорний кінь · a5 чорний пішак · d5 чорний ферзь · f5 чорна тура · e4 чорний пішак · h4 чорний кінь · c3 чорний пішак · d3 чорний король · c2 чорний пішак · f2 білий пішак · g2 чорний пішак | c8 білий король · e8 чорний слон · a7 чорний слон · d7 білий слон · f7 чорний пішак · b6 чорний пішак · f6 біла тура · g6 чорна тура · h6 чорний кінь · a5 чорний пішак · d5 чорний ферзь · f5 чорна тура · e4 чорний пішак · h4 чорний кінь · c3 чорний пішак · d3 чорний король · c2 чорний пішак · f2 білий пішак · g2 чорний пішак | c8 білий король · e8 чорний слон · a7 чорний слон · d7 білий слон · f7 чорний пішак · b6 чорний пішак · f6 біла тура · g6 чорна тура · h6 чорний кінь · a5 чорний пішак · d5 чорний ферзь · f5 чорна тура · e4 чорний пішак · h4 чорний кінь · c3 чорний пішак · d3 чорний король · c2 чорний пішак · f2 білий пішак · g2 чорний пішак | 8 |
| 7 | c8 білий король · e8 чорний слон · a7 чорний слон · d7 білий слон · f7 чорний пішак · b6 чорний пішак · f6 біла тура · g6 чорна тура · h6 чорний кінь · a5 чорний пішак · d5 чорний ферзь · f5 чорна тура · e4 чорний пішак · h4 чорний кінь · c3 чорний пішак · d3 чорний король · c2 чорний пішак · f2 білий пішак · g2 чорний пішак | c8 білий король · e8 чорний слон · a7 чорний слон · d7 білий слон · f7 чорний пішак · b6 чорний пішак · f6 біла тура · g6 чорна тура · h6 чорний кінь · a5 чорний пішак · d5 чорний ферзь · f5 чорна тура · e4 чорний пішак · h4 чорний кінь · c3 чорний пішак · d3 чорний король · c2 чорний пішак · f2 білий пішак · g2 чорний пішак | c8 білий король · e8 чорний слон · a7 чорний слон · d7 білий слон · f7 чорний пішак · b6 чорний пішак · f6 біла тура · g6 чорна тура · h6 чорний кінь · a5 чорний пішак · d5 чорний ферзь · f5 чорна тура · e4 чорний пішак · h4 чорний кінь · c3 чорний пішак · d3 чорний король · c2 чорний пішак · f2 білий пішак · g2 чорний пішак | c8 білий король · e8 чорний слон · a7 чорний слон · d7 білий слон · f7 чорний пішак · b6 чорний пішак · f6 біла тура · g6 чорна тура · h6 чорний кінь · a5 чорний пішак · d5 чорний ферзь · f5 чорна тура · e4 чорний пішак · h4 чорний кінь · c3 чорний пішак · d3 чорний король · c2 чорний пішак · f2 білий пішак · g2 чорний пішак | c8 білий король · e8 чорний слон · a7 чорний слон · d7 білий слон · f7 чорний пішак · b6 чорний пішак · f6 біла тура · g6 чорна тура · h6 чорний кінь · a5 чорний пішак · d5 чорний ферзь · f5 чорна тура · e4 чорний пішак · h4 чорний кінь · c3 чорний пішак · d3 чорний король · c2 чорний пішак · f2 білий пішак · g2 чорний пішак | c8 білий король · e8 чорний слон · a7 чорний слон · d7 білий слон · f7 чорний пішак · b6 чорний пішак · f6 біла тура · g6 чорна тура · h6 чорний кінь · a5 чорний пішак · d5 чорний ферзь · f5 чорна тура · e4 чорний пішак · h4 чорний кінь · c3 чорний пішак · d3 чорний король · c2 чорний пішак · f2 білий пішак · g2 чорний пішак | c8 білий король · e8 чорний слон · a7 чорний слон · d7 білий слон · f7 чорний пішак · b6 чорний пішак · f6 біла тура · g6 чорна тура · h6 чорний кінь · a5 чорний пішак · d5 чорний ферзь · f5 чорна тура · e4 чорний пішак · h4 чорний кінь · c3 чорний пішак · d3 чорний король · c2 чорний пішак · f2 білий пішак · g2 чорний пішак | c8 білий король · e8 чорний слон · a7 чорний слон · d7 білий слон · f7 чорний пішак · b6 чорний пішак · f6 біла тура · g6 чорна тура · h6 чорний кінь · a5 чорний пішак · d5 чорний ферзь · f5 чорна тура · e4 чорний пішак · h4 чорний кінь · c3 чорний пішак · d3 чорний король · c2 чорний пішак · f2 білий пішак · g2 чорний пішак | 7 |
| 6 | c8 білий король · e8 чорний слон · a7 чорний слон · d7 білий слон · f7 чорний пішак · b6 чорний пішак · f6 біла тура · g6 чорна тура · h6 чорний кінь · a5 чорний пішак · d5 чорний ферзь · f5 чорна тура · e4 чорний пішак · h4 чорний кінь · c3 чорний пішак · d3 чорний король · c2 чорний пішак · f2 білий пішак · g2 чорний пішак | c8 білий король · e8 чорний слон · a7 чорний слон · d7 білий слон · f7 чорний пішак · b6 чорний пішак · f6 біла тура · g6 чорна тура · h6 чорний кінь · a5 чорний пішак · d5 чорний ферзь · f5 чорна тура · e4 чорний пішак · h4 чорний кінь · c3 чорний пішак · d3 чорний король · c2 чорний пішак · f2 білий пішак · g2 чорний пішак | c8 білий король · e8 чорний слон · a7 чорний слон · d7 білий слон · f7 чорний пішак · b6 чорний пішак · f6 біла тура · g6 чорна тура · h6 чорний кінь · a5 чорний пішак · d5 чорний ферзь · f5 чорна тура · e4 чорний пішак · h4 чорний кінь · c3 чорний пішак · d3 чорний король · c2 чорний пішак · f2 білий пішак · g2 чорний пішак | c8 білий король · e8 чорний слон · a7 чорний слон · d7 білий слон · f7 чорний пішак · b6 чорний пішак · f6 біла тура · g6 чорна тура · h6 чорний кінь · a5 чорний пішак · d5 чорний ферзь · f5 чорна тура · e4 чорний пішак · h4 чорний кінь · c3 чорний пішак · d3 чорний король · c2 чорний пішак · f2 білий пішак · g2 чорний пішак | c8 білий король · e8 чорний слон · a7 чорний слон · d7 білий слон · f7 чорний пішак · b6 чорний пішак · f6 біла тура · g6 чорна тура · h6 чорний кінь · a5 чорний пішак · d5 чорний ферзь · f5 чорна тура · e4 чорний пішак · h4 чорний кінь · c3 чорний пішак · d3 чорний король · c2 чорний пішак · f2 білий пішак · g2 чорний пішак | c8 білий король · e8 чорний слон · a7 чорний слон · d7 білий слон · f7 чорний пішак · b6 чорний пішак · f6 біла тура · g6 чорна тура · h6 чорний кінь · a5 чорний пішак · d5 чорний ферзь · f5 чорна тура · e4 чорний пішак · h4 чорний кінь · c3 чорний пішак · d3 чорний король · c2 чорний пішак · f2 білий пішак · g2 чорний пішак | c8 білий король · e8 чорний слон · a7 чорний слон · d7 білий слон · f7 чорний пішак · b6 чорний пішак · f6 біла тура · g6 чорна тура · h6 чорний кінь · a5 чорний пішак · d5 чорний ферзь · f5 чорна тура · e4 чорний пішак · h4 чорний кінь · c3 чорний пішак · d3 чорний король · c2 чорний пішак · f2 білий пішак · g2 чорний пішак | c8 білий король · e8 чорний слон · a7 чорний слон · d7 білий слон · f7 чорний пішак · b6 чорний пішак · f6 біла тура · g6 чорна тура · h6 чорний кінь · a5 чорний пішак · d5 чорний ферзь · f5 чорна тура · e4 чорний пішак · h4 чорний кінь · c3 чорний пішак · d3 чорний король · c2 чорний пішак · f2 білий пішак · g2 чорний пішак | 6 |
| 5 | c8 білий король · e8 чорний слон · a7 чорний слон · d7 білий слон · f7 чорний пішак · b6 чорний пішак · f6 біла тура · g6 чорна тура · h6 чорний кінь · a5 чорний пішак · d5 чорний ферзь · f5 чорна тура · e4 чорний пішак · h4 чорний кінь · c3 чорний пішак · d3 чорний король · c2 чорний пішак · f2 білий пішак · g2 чорний пішак | c8 білий король · e8 чорний слон · a7 чорний слон · d7 білий слон · f7 чорний пішак · b6 чорний пішак · f6 біла тура · g6 чорна тура · h6 чорний кінь · a5 чорний пішак · d5 чорний ферзь · f5 чорна тура · e4 чорний пішак · h4 чорний кінь · c3 чорний пішак · d3 чорний король · c2 чорний пішак · f2 білий пішак · g2 чорний пішак | c8 білий король · e8 чорний слон · a7 чорний слон · d7 білий слон · f7 чорний пішак · b6 чорний пішак · f6 біла тура · g6 чорна тура · h6 чорний кінь · a5 чорний пішак · d5 чорний ферзь · f5 чорна тура · e4 чорний пішак · h4 чорний кінь · c3 чорний пішак · d3 чорний король · c2 чорний пішак · f2 білий пішак · g2 чорний пішак | c8 білий король · e8 чорний слон · a7 чорний слон · d7 білий слон · f7 чорний пішак · b6 чорний пішак · f6 біла тура · g6 чорна тура · h6 чорний кінь · a5 чорний пішак · d5 чорний ферзь · f5 чорна тура · e4 чорний пішак · h4 чорний кінь · c3 чорний пішак · d3 чорний король · c2 чорний пішак · f2 білий пішак · g2 чорний пішак | c8 білий король · e8 чорний слон · a7 чорний слон · d7 білий слон · f7 чорний пішак · b6 чорний пішак · f6 біла тура · g6 чорна тура · h6 чорний кінь · a5 чорний пішак · d5 чорний ферзь · f5 чорна тура · e4 чорний пішак · h4 чорний кінь · c3 чорний пішак · d3 чорний король · c2 чорний пішак · f2 білий пішак · g2 чорний пішак | c8 білий король · e8 чорний слон · a7 чорний слон · d7 білий слон · f7 чорний пішак · b6 чорний пішак · f6 біла тура · g6 чорна тура · h6 чорний кінь · a5 чорний пішак · d5 чорний ферзь · f5 чорна тура · e4 чорний пішак · h4 чорний кінь · c3 чорний пішак · d3 чорний король · c2 чорний пішак · f2 білий пішак · g2 чорний пішак | c8 білий король · e8 чорний слон · a7 чорний слон · d7 білий слон · f7 чорний пішак · b6 чорний пішак · f6 біла тура · g6 чорна тура · h6 чорний кінь · a5 чорний пішак · d5 чорний ферзь · f5 чорна тура · e4 чорний пішак · h4 чорний кінь · c3 чорний пішак · d3 чорний король · c2 чорний пішак · f2 білий пішак · g2 чорний пішак | c8 білий король · e8 чорний слон · a7 чорний слон · d7 білий слон · f7 чорний пішак · b6 чорний пішак · f6 біла тура · g6 чорна тура · h6 чорний кінь · a5 чорний пішак · d5 чорний ферзь · f5 чорна тура · e4 чорний пішак · h4 чорний кінь · c3 чорний пішак · d3 чорний король · c2 чорний пішак · f2 білий пішак · g2 чорний пішак | 5 |
| 4 | c8 білий король · e8 чорний слон · a7 чорний слон · d7 білий слон · f7 чорний пішак · b6 чорний пішак · f6 біла тура · g6 чорна тура · h6 чорний кінь · a5 чорний пішак · d5 чорний ферзь · f5 чорна тура · e4 чорний пішак · h4 чорний кінь · c3 чорний пішак · d3 чорний король · c2 чорний пішак · f2 білий пішак · g2 чорний пішак | c8 білий король · e8 чорний слон · a7 чорний слон · d7 білий слон · f7 чорний пішак · b6 чорний пішак · f6 біла тура · g6 чорна тура · h6 чорний кінь · a5 чорний пішак · d5 чорний ферзь · f5 чорна тура · e4 чорний пішак · h4 чорний кінь · c3 чорний пішак · d3 чорний король · c2 чорний пішак · f2 білий пішак · g2 чорний пішак | c8 білий король · e8 чорний слон · a7 чорний слон · d7 білий слон · f7 чорний пішак · b6 чорний пішак · f6 біла тура · g6 чорна тура · h6 чорний кінь · a5 чорний пішак · d5 чорний ферзь · f5 чорна тура · e4 чорний пішак · h4 чорний кінь · c3 чорний пішак · d3 чорний король · c2 чорний пішак · f2 білий пішак · g2 чорний пішак | c8 білий король · e8 чорний слон · a7 чорний слон · d7 білий слон · f7 чорний пішак · b6 чорний пішак · f6 біла тура · g6 чорна тура · h6 чорний кінь · a5 чорний пішак · d5 чорний ферзь · f5 чорна тура · e4 чорний пішак · h4 чорний кінь · c3 чорний пішак · d3 чорний король · c2 чорний пішак · f2 білий пішак · g2 чорний пішак | c8 білий король · e8 чорний слон · a7 чорний слон · d7 білий слон · f7 чорний пішак · b6 чорний пішак · f6 біла тура · g6 чорна тура · h6 чорний кінь · a5 чорний пішак · d5 чорний ферзь · f5 чорна тура · e4 чорний пішак · h4 чорний кінь · c3 чорний пішак · d3 чорний король · c2 чорний пішак · f2 білий пішак · g2 чорний пішак | c8 білий король · e8 чорний слон · a7 чорний слон · d7 білий слон · f7 чорний пішак · b6 чорний пішак · f6 біла тура · g6 чорна тура · h6 чорний кінь · a5 чорний пішак · d5 чорний ферзь · f5 чорна тура · e4 чорний пішак · h4 чорний кінь · c3 чорний пішак · d3 чорний король · c2 чорний пішак · f2 білий пішак · g2 чорний пішак | c8 білий король · e8 чорний слон · a7 чорний слон · d7 білий слон · f7 чорний пішак · b6 чорний пішак · f6 біла тура · g6 чорна тура · h6 чорний кінь · a5 чорний пішак · d5 чорний ферзь · f5 чорна тура · e4 чорний пішак · h4 чорний кінь · c3 чорний пішак · d3 чорний король · c2 чорний пішак · f2 білий пішак · g2 чорний пішак | c8 білий король · e8 чорний слон · a7 чорний слон · d7 білий слон · f7 чорний пішак · b6 чорний пішак · f6 біла тура · g6 чорна тура · h6 чорний кінь · a5 чорний пішак · d5 чорний ферзь · f5 чорна тура · e4 чорний пішак · h4 чорний кінь · c3 чорний пішак · d3 чорний король · c2 чорний пішак · f2 білий пішак · g2 чорний пішак | 4 |
| 3 | c8 білий король · e8 чорний слон · a7 чорний слон · d7 білий слон · f7 чорний пішак · b6 чорний пішак · f6 біла тура · g6 чорна тура · h6 чорний кінь · a5 чорний пішак · d5 чорний ферзь · f5 чорна тура · e4 чорний пішак · h4 чорний кінь · c3 чорний пішак · d3 чорний король · c2 чорний пішак · f2 білий пішак · g2 чорний пішак | c8 білий король · e8 чорний слон · a7 чорний слон · d7 білий слон · f7 чорний пішак · b6 чорний пішак · f6 біла тура · g6 чорна тура · h6 чорний кінь · a5 чорний пішак · d5 чорний ферзь · f5 чорна тура · e4 чорний пішак · h4 чорний кінь · c3 чорний пішак · d3 чорний король · c2 чорний пішак · f2 білий пішак · g2 чорний пішак | c8 білий король · e8 чорний слон · a7 чорний слон · d7 білий слон · f7 чорний пішак · b6 чорний пішак · f6 біла тура · g6 чорна тура · h6 чорний кінь · a5 чорний пішак · d5 чорний ферзь · f5 чорна тура · e4 чорний пішак · h4 чорний кінь · c3 чорний пішак · d3 чорний король · c2 чорний пішак · f2 білий пішак · g2 чорний пішак | c8 білий король · e8 чорний слон · a7 чорний слон · d7 білий слон · f7 чорний пішак · b6 чорний пішак · f6 біла тура · g6 чорна тура · h6 чорний кінь · a5 чорний пішак · d5 чорний ферзь · f5 чорна тура · e4 чорний пішак · h4 чорний кінь · c3 чорний пішак · d3 чорний король · c2 чорний пішак · f2 білий пішак · g2 чорний пішак | c8 білий король · e8 чорний слон · a7 чорний слон · d7 білий слон · f7 чорний пішак · b6 чорний пішак · f6 біла тура · g6 чорна тура · h6 чорний кінь · a5 чорний пішак · d5 чорний ферзь · f5 чорна тура · e4 чорний пішак · h4 чорний кінь · c3 чорний пішак · d3 чорний король · c2 чорний пішак · f2 білий пішак · g2 чорний пішак | c8 білий король · e8 чорний слон · a7 чорний слон · d7 білий слон · f7 чорний пішак · b6 чорний пішак · f6 біла тура · g6 чорна тура · h6 чорний кінь · a5 чорний пішак · d5 чорний ферзь · f5 чорна тура · e4 чорний пішак · h4 чорний кінь · c3 чорний пішак · d3 чорний король · c2 чорний пішак · f2 білий пішак · g2 чорний пішак | c8 білий король · e8 чорний слон · a7 чорний слон · d7 білий слон · f7 чорний пішак · b6 чорний пішак · f6 біла тура · g6 чорна тура · h6 чорний кінь · a5 чорний пішак · d5 чорний ферзь · f5 чорна тура · e4 чорний пішак · h4 чорний кінь · c3 чорний пішак · d3 чорний король · c2 чорний пішак · f2 білий пішак · g2 чорний пішак | c8 білий король · e8 чорний слон · a7 чорний слон · d7 білий слон · f7 чорний пішак · b6 чорний пішак · f6 біла тура · g6 чорна тура · h6 чорний кінь · a5 чорний пішак · d5 чорний ферзь · f5 чорна тура · e4 чорний пішак · h4 чорний кінь · c3 чорний пішак · d3 чорний король · c2 чорний пішак · f2 білий пішак · g2 чорний пішак | 3 |
| 2 | c8 білий король · e8 чорний слон · a7 чорний слон · d7 білий слон · f7 чорний пішак · b6 чорний пішак · f6 біла тура · g6 чорна тура · h6 чорний кінь · a5 чорний пішак · d5 чорний ферзь · f5 чорна тура · e4 чорний пішак · h4 чорний кінь · c3 чорний пішак · d3 чорний король · c2 чорний пішак · f2 білий пішак · g2 чорний пішак | c8 білий король · e8 чорний слон · a7 чорний слон · d7 білий слон · f7 чорний пішак · b6 чорний пішак · f6 біла тура · g6 чорна тура · h6 чорний кінь · a5 чорний пішак · d5 чорний ферзь · f5 чорна тура · e4 чорний пішак · h4 чорний кінь · c3 чорний пішак · d3 чорний король · c2 чорний пішак · f2 білий пішак · g2 чорний пішак | c8 білий король · e8 чорний слон · a7 чорний слон · d7 білий слон · f7 чорний пішак · b6 чорний пішак · f6 біла тура · g6 чорна тура · h6 чорний кінь · a5 чорний пішак · d5 чорний ферзь · f5 чорна тура · e4 чорний пішак · h4 чорний кінь · c3 чорний пішак · d3 чорний король · c2 чорний пішак · f2 білий пішак · g2 чорний пішак | c8 білий король · e8 чорний слон · a7 чорний слон · d7 білий слон · f7 чорний пішак · b6 чорний пішак · f6 біла тура · g6 чорна тура · h6 чорний кінь · a5 чорний пішак · d5 чорний ферзь · f5 чорна тура · e4 чорний пішак · h4 чорний кінь · c3 чорний пішак · d3 чорний король · c2 чорний пішак · f2 білий пішак · g2 чорний пішак | c8 білий король · e8 чорний слон · a7 чорний слон · d7 білий слон · f7 чорний пішак · b6 чорний пішак · f6 біла тура · g6 чорна тура · h6 чорний кінь · a5 чорний пішак · d5 чорний ферзь · f5 чорна тура · e4 чорний пішак · h4 чорний кінь · c3 чорний пішак · d3 чорний король · c2 чорний пішак · f2 білий пішак · g2 чорний пішак | c8 білий король · e8 чорний слон · a7 чорний слон · d7 білий слон · f7 чорний пішак · b6 чорний пішак · f6 біла тура · g6 чорна тура · h6 чорний кінь · a5 чорний пішак · d5 чорний ферзь · f5 чорна тура · e4 чорний пішак · h4 чорний кінь · c3 чорний пішак · d3 чорний король · c2 чорний пішак · f2 білий пішак · g2 чорний пішак | c8 білий король · e8 чорний слон · a7 чорний слон · d7 білий слон · f7 чорний пішак · b6 чорний пішак · f6 біла тура · g6 чорна тура · h6 чорний кінь · a5 чорний пішак · d5 чорний ферзь · f5 чорна тура · e4 чорний пішак · h4 чорний кінь · c3 чорний пішак · d3 чорний король · c2 чорний пішак · f2 білий пішак · g2 чорний пішак | c8 білий король · e8 чорний слон · a7 чорний слон · d7 білий слон · f7 чорний пішак · b6 чорний пішак · f6 біла тура · g6 чорна тура · h6 чорний кінь · a5 чорний пішак · d5 чорний ферзь · f5 чорна тура · e4 чорний пішак · h4 чорний кінь · c3 чорний пішак · d3 чорний король · c2 чорний пішак · f2 білий пішак · g2 чорний пішак | 2 |
| 1 | c8 білий король · e8 чорний слон · a7 чорний слон · d7 білий слон · f7 чорний пішак · b6 чорний пішак · f6 біла тура · g6 чорна тура · h6 чорний кінь · a5 чорний пішак · d5 чорний ферзь · f5 чорна тура · e4 чорний пішак · h4 чорний кінь · c3 чорний пішак · d3 чорний король · c2 чорний пішак · f2 білий пішак · g2 чорний пішак | c8 білий король · e8 чорний слон · a7 чорний слон · d7 білий слон · f7 чорний пішак · b6 чорний пішак · f6 біла тура · g6 чорна тура · h6 чорний кінь · a5 чорний пішак · d5 чорний ферзь · f5 чорна тура · e4 чорний пішак · h4 чорний кінь · c3 чорний пішак · d3 чорний король · c2 чорний пішак · f2 білий пішак · g2 чорний пішак | c8 білий король · e8 чорний слон · a7 чорний слон · d7 білий слон · f7 чорний пішак · b6 чорний пішак · f6 біла тура · g6 чорна тура · h6 чорний кінь · a5 чорний пішак · d5 чорний ферзь · f5 чорна тура · e4 чорний пішак · h4 чорний кінь · c3 чорний пішак · d3 чорний король · c2 чорний пішак · f2 білий пішак · g2 чорний пішак | c8 білий король · e8 чорний слон · a7 чорний слон · d7 білий слон · f7 чорний пішак · b6 чорний пішак · f6 біла тура · g6 чорна тура · h6 чорний кінь · a5 чорний пішак · d5 чорний ферзь · f5 чорна тура · e4 чорний пішак · h4 чорний кінь · c3 чорний пішак · d3 чорний король · c2 чорний пішак · f2 білий пішак · g2 чорний пішак | c8 білий король · e8 чорний слон · a7 чорний слон · d7 білий слон · f7 чорний пішак · b6 чорний пішак · f6 біла тура · g6 чорна тура · h6 чорний кінь · a5 чорний пішак · d5 чорний ферзь · f5 чорна тура · e4 чорний пішак · h4 чорний кінь · c3 чорний пішак · d3 чорний король · c2 чорний пішак · f2 білий пішак · g2 чорний пішак | c8 білий король · e8 чорний слон · a7 чорний слон · d7 білий слон · f7 чорний пішак · b6 чорний пішак · f6 біла тура · g6 чорна тура · h6 чорний кінь · a5 чорний пішак · d5 чорний ферзь · f5 чорна тура · e4 чорний пішак · h4 чорний кінь · c3 чорний пішак · d3 чорний король · c2 чорний пішак · f2 білий пішак · g2 чорний пішак | c8 білий король · e8 чорний слон · a7 чорний слон · d7 білий слон · f7 чорний пішак · b6 чорний пішак · f6 біла тура · g6 чорна тура · h6 чорний кінь · a5 чорний пішак · d5 чорний ферзь · f5 чорна тура · e4 чорний пішак · h4 чорний кінь · c3 чорний пішак · d3 чорний король · c2 чорний пішак · f2 білий пішак · g2 чорний пішак | c8 білий король · e8 чорний слон · a7 чорний слон · d7 білий слон · f7 чорний пішак · b6 чорний пішак · f6 біла тура · g6 чорна тура · h6 чорний кінь · a5 чорний пішак · d5 чорний ферзь · f5 чорна тура · e4 чорний пішак · h4 чорний кінь · c3 чорний пішак · d3 чорний король · c2 чорний пішак · f2 білий пішак · g2 чорний пішак | 1 |
|   | a | b | c | d | e | f | g | h |   |

a) 1.Tf4! (Tf~?, Tf3!?) Tc6! (Le6?) 2.Dh5! Le6 3.De2 Td6#
b) c3->d4
1.Tf3! (Tf~?, Tf4!?) La4! (Tc6?) 2.Dg5! Tc6 3.Dd2 Lb5#
Обопільний вибір гри. Чорна корекція. Чергування функцій білих фігур.

## Публікації
1. «Антологія кооперативного мату», 1 частина,  «ІнтерГрафіка», 2005, 304 стор.
2. «Антологія кооперативного мату», 2 частина,  «ІнтерГрафіка», 2006, 240 стор.
3. «Антологія кооперативного мату», 3 частина,  «ІнтерГрафіка», 2007, 256 стор.